# 片岡双六
片岡 双六（かたおか すごろく、1990年2月7日 - ）（英語表記：Sugoroc Kataoka）は北海道出身のプロマジシャン。マジシャン団体GarnetGroup所属のトップマジシャン。

## 来歴
市立札幌平岸高等学校、神奈川大学外国語学部国際交流学科を卒業。
1990年2月7日、北海道にて六人兄弟の末っ子として誕生。父は片岡佐吉で、兄の一人は映画監督の片岡翔。幼稚園児の頃から兄の影響で手品に興味を持ち、中学三年生の時にプロマジシャンになることを決める。
高校生活では演技力やパフォーマンス力を磨く為に演劇部に入部し、役者として全国高等学校演劇大会に出場。
2008年、神奈川大学外国語学部に入学。進学に伴い上京し、国際交流について学ぶと共に、オリエンタルランド準社員として東京ディズニーランドにて約4年間、サービス業の真髄に触れる。同時期に、神奈川県相模原市のマジックバーGARNET相模原店に所属する。
2012年、大学在学中に同店舗の店長に就任する。
2016年、店長職を一度卒業し、世界へと旅に出る。
マジックの大会「Garnet Magic Convention 2016」で審査員を務める。
2016年10月31日、MagicBarGARNET横浜関内店を開業、同店の店長を務める。
2021年4月、兄の翔が脚本を担当した日本テレビ系ドラマ「ネメシス」のマジック監修を務め、緋邑晶(南野陽子)の弟子役として特別出演。
2022年4月、テレビCM「LAVONS LE LINGE（ラボン ルランジェ）」ラボン・デ・ブーン「マジック!」のマジック監修を務める。

## 人物
- モットーは、「人を楽しませるためには、まずは自分が一番楽しむこと」であり、キャッチコピーは「盛り上がれずには、いられない！」である[4]。

- 芸風は、観客に「すごろくー！」と叫ばせて会場と一体になって盛り上げるスタイル。

- 名前の英語表記はヘボン式ローマ字の「Sugoroku」ではなく「Sugoroc」となっているが、それには「外国人が"スゴロック！"と叫びやすいように」という本人なりの工夫がある。また、字面のバランスを考慮して「Sugorock」とも表記しなかった[2]。

- 名前の由来は、六人兄弟の末っ子ということから「すごい六番目」という意味を持ち、また漢字の「双六」には「双(ふた)つの手の指が六本ずつあるように見えるくらい凄い手品師になりたい」という願いが込められている。生涯現役で舞台に立ちたいという思想から、年寄りになっても親しみやすい名前になっている[2]。

- 「マジシャンがマジシャンに見せるためのマジックを作る」ということを嫌い、それ故にマジシャンの集う大会への出場意欲が薄い。しかし、片岡双六が務めるバーの常連に後押しを受け、一度だけ出場することになった大会では見事、部門優勝を勝ち取る。

- アナログゲーム(ボードゲーム)の制作・販売や、謎解きゲームの考案なども行う。

## 受賞歴
- 2014年「エンターテイメントグランプリコメディ部門」優勝

## メディア出演
- 堤幸彦監督作品「In The Room」(2013)マジック指導・手役
- NHK連続ドラマ「珈琲屋の人々」(2014)マジック監修・指導
- 片岡翔監督作品「たまこちゃんとコックボー」(2015)マジック監修・指導
- テレビ朝日「女子流note♩」(2015)司会兼マジック講師役
- マリンFM「むじゅうりょくみゅ〜じっく」(2020-2021)メインパーソナリティ
- 日本テレビ系ドラマ「ネメシス」(2021)マジック監修兼マジシャン役
- テレビCM「LAVONS LE LINGE（ラボン ルランジェ）」ラボン・デ・ブーン「マジック!」篇(2022)マジック監修